# Trzcianka (gmina)
Trzcianka – gmina miejsko-wiejska w województwie wielkopolskim, w powiecie czarnkowsko-trzcianeckim.
Siedziba władz gminy to Trzcianka.
Według danych z 30 czerwca 2010 r. gmina miała 23 823 mieszkańców. Natomiast według danych z 31 grudnia 2019 roku gminę zamieszkiwało 24 318 osób.

## Położenie
Według danych z 1 stycznia 2010 r. powierzchnia gminy wynosiła 373,98 km². Gmina stanowi 20,76% powierzchni powiatu.
Według danych z roku 2002 gmina Trzcianka ma obszar 375,33 km², w tym: użytki rolne: 43%, użytki leśne: 47%.
W latach 1975–1998 gmina położona była w województwie pilskim.
W okolicy miasta znajdują się złoża węgla brunatnego.

## Demografia

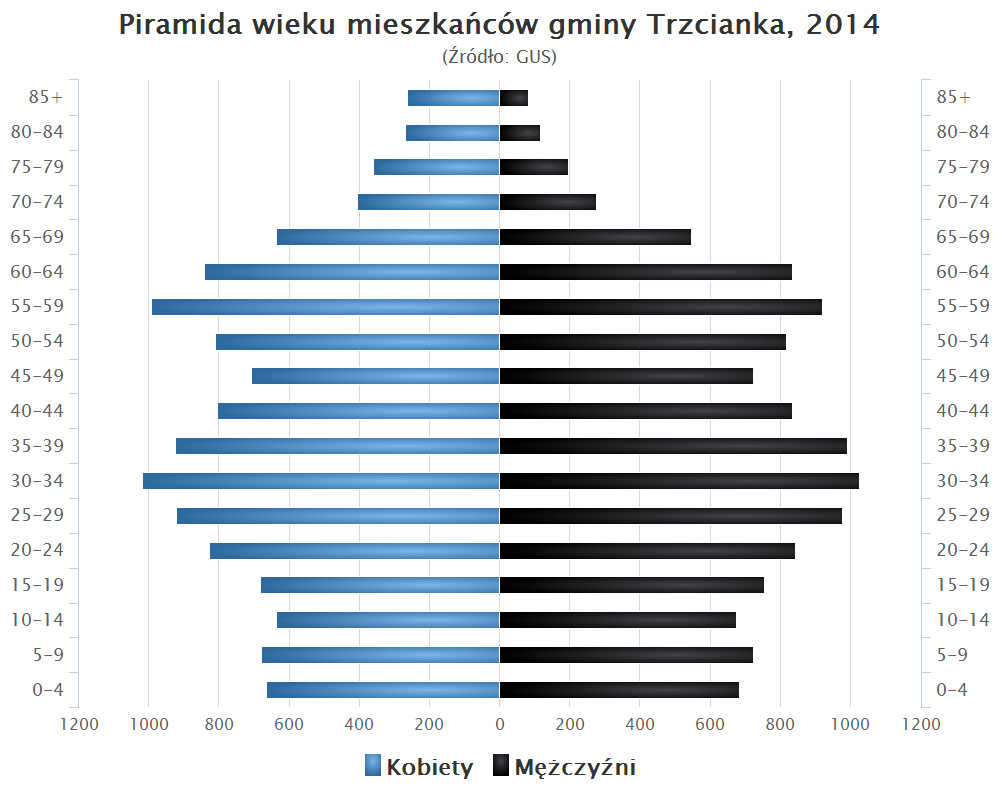
Piramida wieku mieszkańców gminy Trzcianka w 2014 roku

Dane z 30 czerwca 2004:
| Opis                              | Ogółem | Ogółem | Kobiety | Kobiety | Mężczyźni | Mężczyźni |
| --------------------------------- | ------ | ------ | ------- | ------- | --------- | --------- |
| jednostka                         | osób   | %      | osób    | %       | osób      | %         |
| populacja                         | 23 448 | 100    | 11 925  | 50,9    | 11 523    | 49,1      |
| gęstość zaludnienia (mieszk./km²) | 62,5   | 62,5   | 31,8    | 31,8    | 30,7      | 30,7      |

## Komunikacja

### Główne drogi
- Droga Wojewódzka nr. 178 178 ( 22 / Wałcz – Trzcianka – Oborniki / 11),
- Droga Wojewódzka nr. 180 180 (Krzyż Wlkp. – Wieleń – Trzcianka – Piła),
- Droga Wojewódzka nr. 153 153 (DW180 180 / Siedlisko – Lubasz / DW182 182),
- Droga Wojewódzka nr. 117 117 (180/Przyłęki – Biernatowo – Jędrzejewo)

## Sołectwa
SołectwaBiała, Biernatowo, Górnica, Łomnica, Niekursko, Nowa Wieś, Pokrzywno, Przyłęki, Radolin, Runowo, Rychlik, Sarcz, Siedlisko, Smolarnia, Stobno, Straduń, Teresin, Wapniarnia Pierwsza, Wapniarnia Trzecia, Wrząca.

## Miejscowości
Miasta
Trzcianka

WsieBiała, Biernatowo, Górnica, Kępa, Łomnica, Niekursko, Nowa Wieś, Osiniec, Pokrzywno, Przyłęki, Radolin, Rudka, Runowo, Rychlik, Sarcz, Siedlisko, Smolarnia, Stobno, Straduń, Teresin, Wapniarnia Pierwsza, Wapniarnia Trzecia.
OsadyDłużewo, Kadłubek, Pańska Łaska, Przyłęg, Teresin, Wrząca
Osady leśneKarcze, Łomnica, Niekursko, Ogorzałe, Stobno, Teresin-Karczma, Wygoda.
InneGintorowo, Kochanówka, Łomnica Druga, Łomnica-Folwark, Łomnica-Młyn, Łomnica Pierwsza, Smolary,